# Torralba de Oropesa
Torralba de Oropesa es un municipio y localidad española de la provincia de Toledo, en la comunidad autónoma de Castilla-La Mancha. El término municipal tiene una población de 193 habitantes (INE 2024).

## Toponimia
Se llamó Torralba de Abajo, porque tiene una torre blanca muy antigua y porque es probable que hubiese dos núcleos de población, el de Abajo y otro de Arriba que se localiza en un lugar más elevado. Se llama después Torralba de Oropesa por pertenecer a la jurisdicción de Oropesa.

## Geografía
El municipio se encuentra en el oeste de la provincia española de Toledo, a unos 114  km de la capital provincial. Está ubicado en la comarca de la Campana de Oropesa en una amplia llanura, a 369 m sobre el nivel del mar. 
| Noroeste: Oropesa | Norte: Oropesa | Noreste: Oropesa                |
| Oeste: Oropesa    |                | Este: Velada, Oropesa (exclave) |
| Suroeste: Oropesa | Sur: Oropesa   | Sureste: Alcañizo               |

## Historia

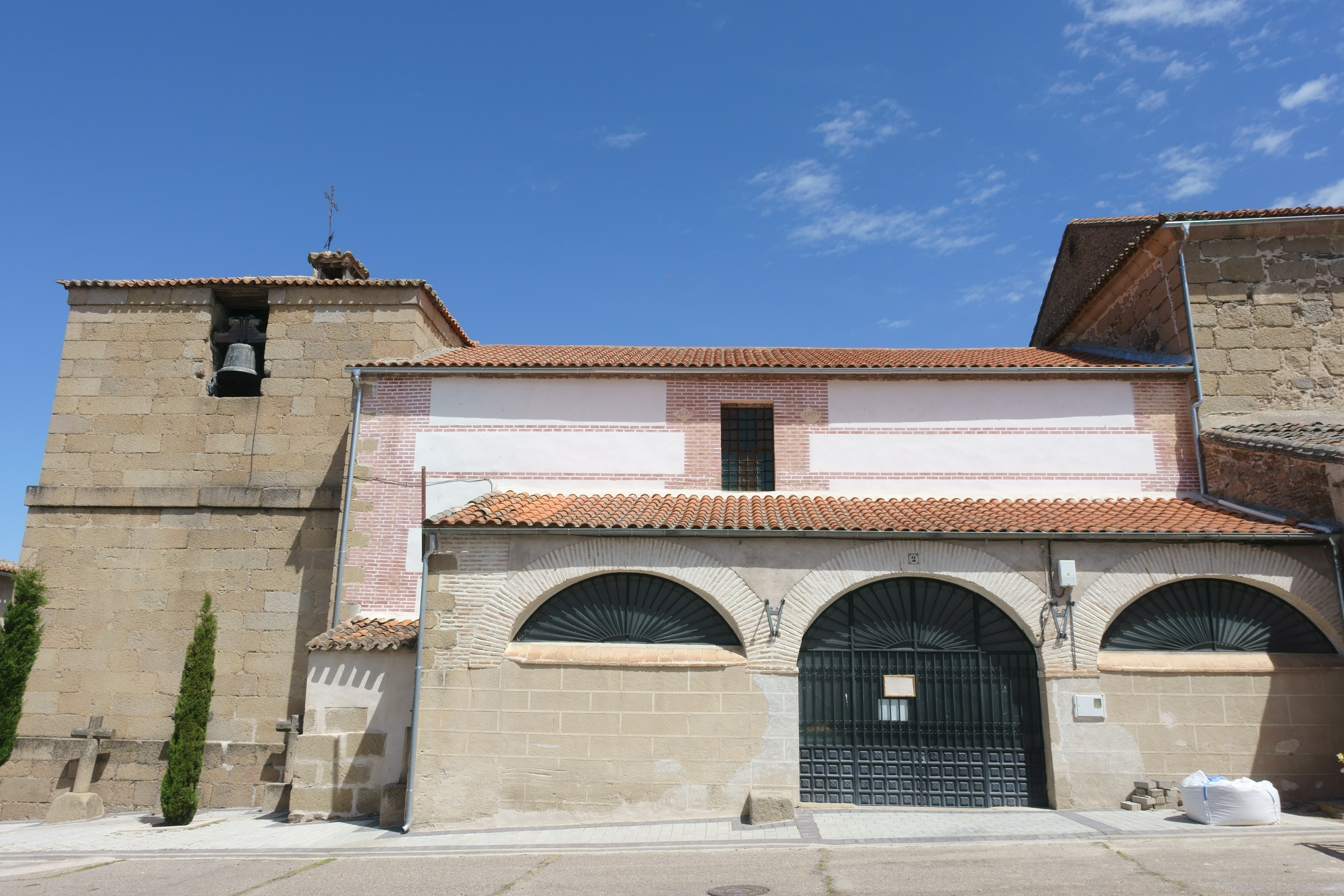
Iglesia de la Transfiguración del Señor

Se han encontrado restos de cerámicas griegas, que probablemente datan de la época romana. Fue territorio realengo hasta que, en 1303, el castillo de Oropesa pasó a propiedad del infante Juan, hijo del rey Alfonso X y es natural que las aldeas o poblados de sus cercanías, como Torralba, pasaran al señorío del Infante. En 1366 la villa de Oropesa y sus aldeas pasaron a un señor feudal llamado García Álvarez de Toledo; integraban el señorío, entre otras, esta villa. Torralba de Oropesa tiene identificada su historia con la de Oropesa, como una de las aldeas de su jurisdicción tomando parte en los aprovechamientos y contribuyendo igualmente en producción al levantamiento de las cargas generales del Estado o Campana de Oropesa, como se denominó a esta y los doce pueblos que la componían. En 1642 por orden del rey Felipe IV se le declaró la categoría de villa con el privilegio de exención de Oropesa.
Hacia mediados del siglo XIX, el lugar tenía contabilizada una población de 307 habitantes. La localidad aparece descrita en el decimoquinto volumen del Diccionario geográfico-estadístico-histórico de España y sus posesiones de Ultramar de Pascual Madoz de la siguiente manera:

TORRALBA DE OROPESA: v. con ayunt. en la prov. de Toledo (18 leg.), part. jud. del Puente del Arzobispo (2), dióc. de Avila (20), aud. terr. de Madrid (25), c. g. ae Castilla la Nueva: sit. en el centro de una llanura, goza de clima templado, reinan los vientos NE. y O., y se padecen intermitentes: tiene 96 casas, la de ayunt., 3 posadas; un hospital fundado por D. Pedro de Oropesa, natural de esta v. en 5 de febrero de 1319; escuela dotada con 5 rs. diarios, 3 pagados de los fondos del hospital, y 2 de los propios, á la que asisten 44 niños; igl. parr. (el Salvador) con curato de entrada y provision ordinaria, en cuya capilla mayor se halla sepultado el espresado señor Oropesa, del consejo de SS. MM., y en los afueras el cementerio. Se surte de aguas potables en fuentes abundantes al sitio del pilon á 100 pasos de la v. cuyos sobrantes se destinan al riego de huertas. Confina el térm. por todos cuatro aires con el de la v. de Oropesa que solo dista 1/4 de leg. y comprende 300 fan. de terreno roturado, con diferentes corrales y casas para los ganados y aperos de labranza. Le bañan los arroyos de Mariplaceres, del Salto y de la Quebrada, todos insignificantes. El terreno es casi todo llano y muy calizo, con algunas hondonadas ó barrancos, que contienen la tierra propia para la labor, al paso que los llanos son mejores para pastos por ser tierras estériles y de poca consistencia. Los caminos son generales, cruzando de E. á O. la carretera de Estremadura, y de N. á S. el de herradura de Castilla á Andalucía: el correo se recibe en la misma v. por el conductor del general que pasa diariamente, y las diligencias y mensagerias lo hacen dos veces á la semana. prod.: trigo, cebada, centeno, avena; se mantiene ganado lanar, vacuno cerril y mular de labor, y se cria caza menuda. ind.: un molino de viento construido en 1841. pobl.: 81 vec., 307 alm. cap. prod.: 717,322 rs. imp.: 23,443. contr.: 12,745 rs. 30 mrs.
Es patria de D. Pedro de Contreras, gobernador que fue de Castilla y arzobispo electo de Toledo, cuya dignidad no quiso admitir á pesar de los ruegos de la reina Católica.
(Madoz, 1849, p. 59)

Ha sido considerado un pueblo de tránsito debido a la riqueza de sus aguas subterráneas, de ahí su lema 'Torralba de Oropesa, parada y fonda' ya que cientos de lugareños acudían a por agua y pasaban unos días en el municipio. Además es la cuna del bordado por la zona junto con Lagartera ya que muchas mujeres torralbeñas trabajaron para agrupaciones costureras de allí debido alta demanda.

## Demografía
Cuenta con una población de 193 habitantes (INE 2024).
| Gráfica de evolución demográfica de Torralba de Oropesa entre 1842 y 2021                                                                                              |
| |
| Población de derecho según los censos de población del INE Población de hecho según los censos de población del INEEn estos censos se denominaba Torralba: 1842 y 1857 |

## Patrimonio

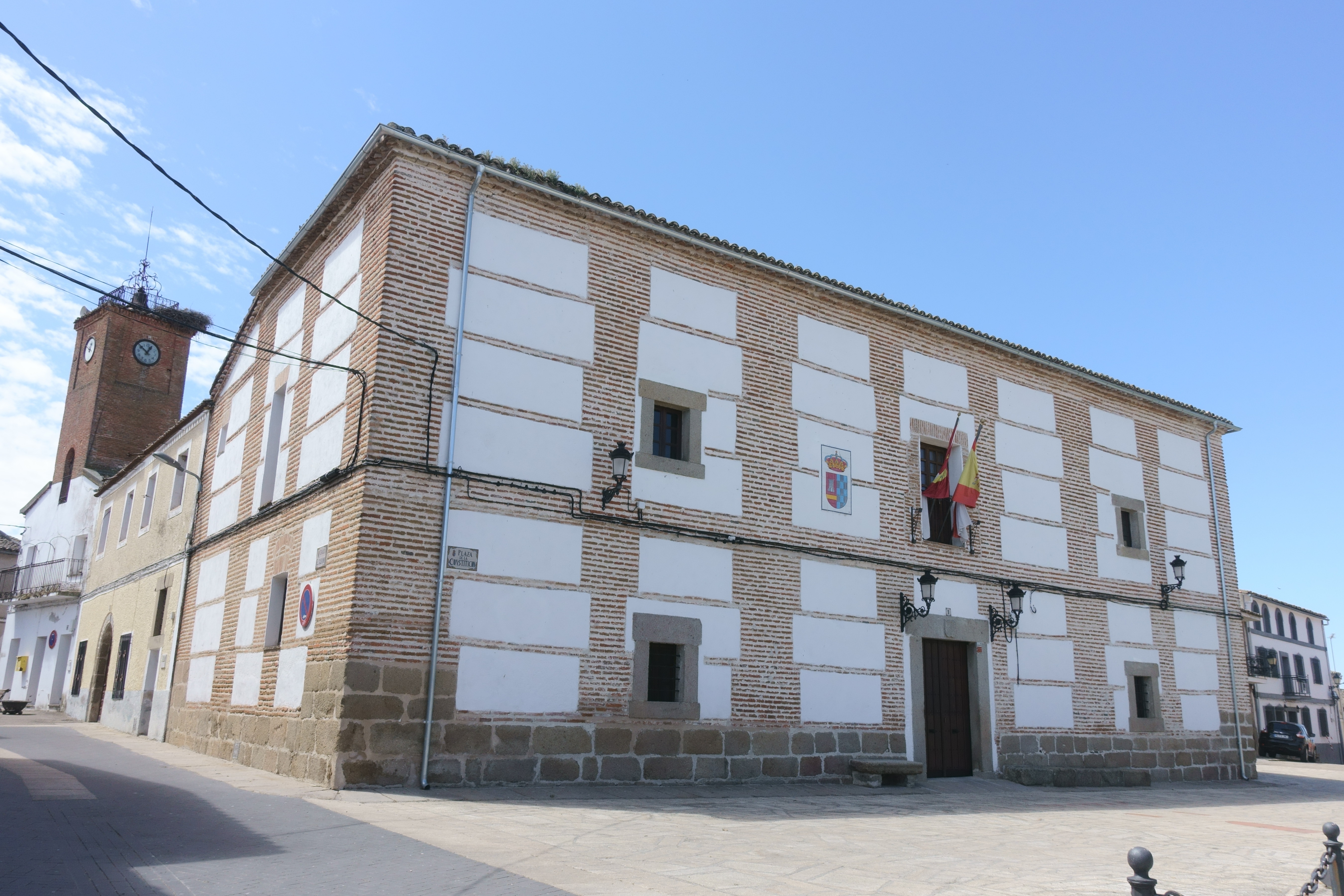
Hospital de Nuestra Señora de la Asunción, actual casa consistorial

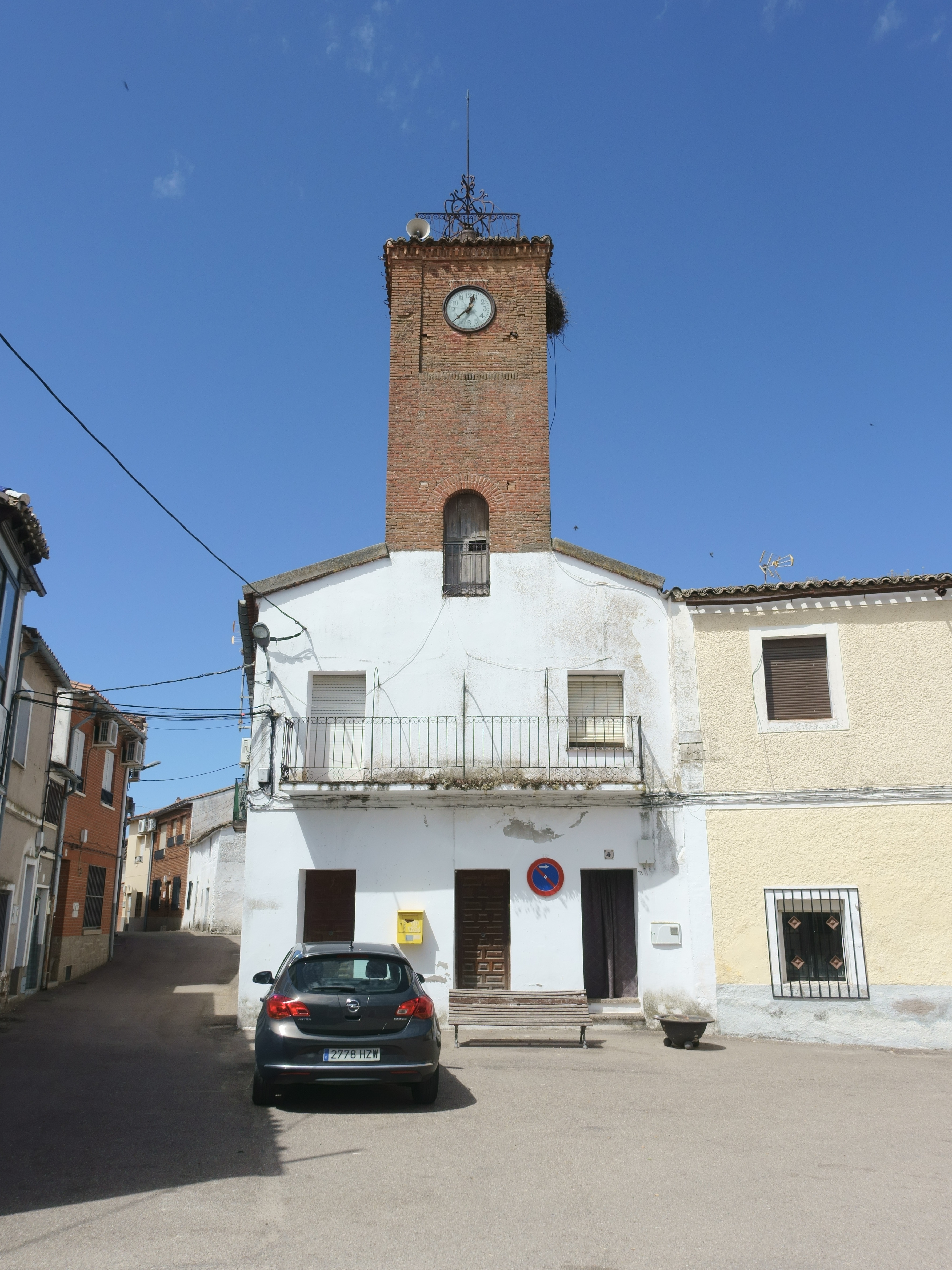
Torre del reloj

- Ermita de la Virgen de Aravalles. En su interior existen tres naves, está rematada por un ábside en la parte de atrás donde está ubicado el altar con su retablo y vidriera.
- Hospital de Nuestra Señora de la Asunción. Antiguo hospital de pobres transeúntes y religiosos de observancia; está formado por varios cuerpos que encierran un patio cuadrado. Su fachada principal está construida en aparejo toledano con zócalo de sillería. Data de 1508 y es de estilo gótico tardío. Está declarado Bien de Interés Cultural (BIC).
- Verracos de piedra, repartidos por las calles del municipio. Todavía se conserva alguno de los originales, pero por ser un símbolo del pueblo se han creado recientemente otros.

## Fiestas
- Virgen de Aravalles, el 1 de mayo.
- El Salvador, el 6 de agosto.